# Еврит (царь Эхалии)
Еври́т, Эврит (др.-греч. Εὔρυτος) — персонаж древнегреческой мифологии. Царь Эхалии. Сын Меланея и Стратоники, муж Антиохи, отец Клития, Деиона, Ифита, Токсея и Иолы. Царство Эврита локализировали в городе Эхалии, находившемся либо на острове Евбее, либо в Фессалии или на Пелопоннесе в Мессении. По Деметрию из Скепсиса, Эхалия находилась в Аркадии.
Получил от Аполлона науку стрельбы из лука и состязался с ним самим. Обучал стрельбе из лука юного Геракла. Устроил состязания в стрельбе из лука, куда позвал героев со всей Греции, пообещав отдать свою дочь Иолу в жёны тому, кто сможет его победить. Геракл одержал на над ним победу, но Эврит отказался отдать ему в жёны Иолу под предлогом того, что Геракл мог убить их будущих детей, как ранее убил своих детей от Мегары. Тогда Геракл угнал его кобылиц. Либо, согласно другим источникам, кони были похищены Автоликом и проданы Гераклу.
Когда Геракл в безумии убил Ифита, то отдал деньги Эвриту как выкуп за убитого сына, но тот их не принял. Позднее Геракл совершил поход на Эхалию с войском и убил Эврита и его сыновей Токсея, Молиона и Клития на глазах у Иолы. По другой версии, Эврит был застрелен Аполлоном, которого он вызвал на состязание.
Действующее лицо трагедии Иона Хиосского «Евритиды».
Главный отрицательный персонаж книги Олди «Герой должен быть один», глава братства, ставящего своей целью уничтожение олимпийских богов с целью возврата к власти древних титанов Тартара, и путём взращивания на Флегрейских полях Гигантов — сумасшедших детей, способных убивать олимпийцев навсегда. Гиганты выводятся путём скрещивания, в котором участвуют и родные дети Эврита.